# In the Meantime, Darling
Pour plus de détails, voir Fiche technique et Distribution.
In the Meantime, Darling est un film américain en noir et blanc réalisé par Otto Preminger, sorti en 1944.

## Synopsis
L'histoire se passe pendant la Deuxième Guerre mondiale. Maggie Preston, une jeune femme de bonne famille, vient d'épouser le lieutenant Danny Ferguson, mobilisé dans un camp d'entrainement. À cause des difficultés de logement, elle se retrouve à vivre, avec son mari, dans la chambre sans charme d'un hôtel militaire, aux côtés d'autres soldats et de leurs épouses. Ses habitudes de confort provoquent des étonnements parmi les épouses, et quelques problèmes avec son mari.

## Fiche technique
- Titre français : In the Meantime, Darling
- Réalisation : Otto Preminger
- Scénario : Michael Uris, Arthur Kober ; collaboration Sylvia Regan, Michael Kanin
- Musique : Cyril J. Mockridge
- Direction artistique : James Basevi et John Ewing
- Costumes : Bonnie Cashin
- Photographie : Joseph MacDonald
- Montage : Louis R. Loeffler
- Producteur : Otto Preminger
- Société de production et de distribution : 20th Century Fox
- Pays de production :  États-Unis
- Langue originale : anglais américain
- Format : noir et blanc — 35 mm — 1,37:1 — son : mono (Western Electric Recording)
- Genre : comédie dramatique
- Durée : 72 minutes
- Date de sortie : 
  - États-Unis : 22 septembre 1944

## Distribution
- Jeanne Crain : Margaret 'Maggie' Preston
- Frank Latimore : lieutenant Daniel Ferguson
- Eugene Pallette : Henry B. Preston
- Mary Nash : Mme Vera Preston
- Stanley Prager (en) : lieutenant Philip 'Red' Pianatowski
- Gale Robbins : Shirley Pianatowski
- Jane Randolph : Mme Jerry Armstrong
- Doris Merrick : Mme MacAndrews
- Cara Williams : Ruby Mae Sayre
- Ann Corcoran : Mme Bennett
- Reed Hadley : Major Phillips
- Heather Angel : Mme Nelson
- Bonnie Bannon : Mme Farnum
- William Colby : lieutenant Farnum
- Cliff Clark : le colonel Corkery
- Elisabeth Risdon : Mme Helen Corkery
- Marjorie Massow : Mme Cook
- Lee Bennett : le capitaine Gus Sayre
- Roger Clark : lieutenant Sullivan